# 鹿島神宮

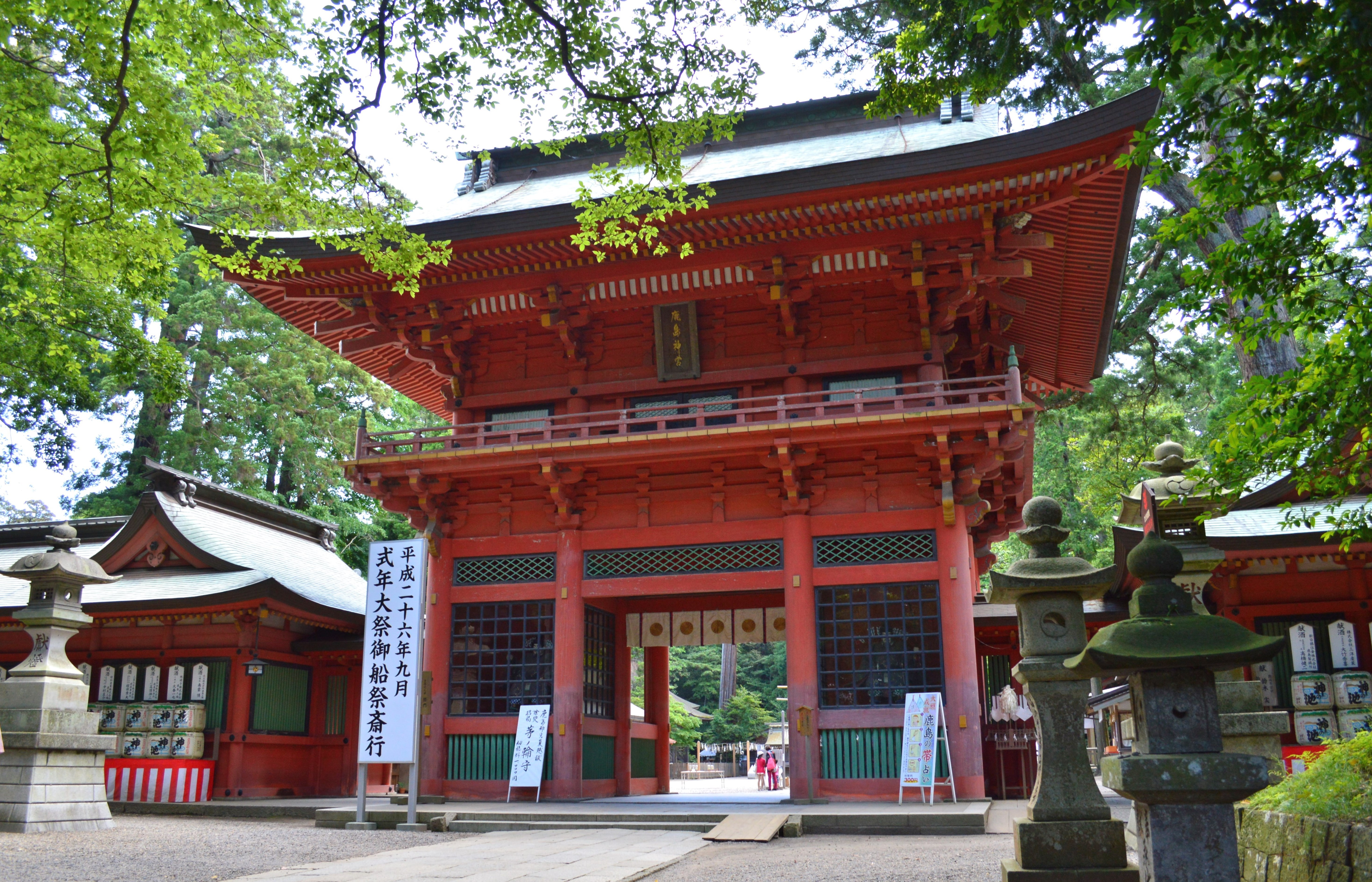
樓門

鹿島神宮（日语：鹿島神宮）是位於日本茨城縣鹿嶋市的神社。為式內社（名神大社）、常陸國一宮、舊社格為官幣大社（現神社本廳的別表神社）。日本全國約600座鹿島神社之總本宮。

## 事件

### 日本寺院迭遭潑油事件
在日本京都、奈良等地的知名神社和寺院日前被發現有人惡意噴上油狀液體，包含奈良橿原神宮、安倍文殊院等都受到破壞。其他地區的神社和寺廟也遭殃，包括茨城縣的鹿島神宮、千葉縣的香取神宮。這些神社、寺院的大門、地板、賽錢箱等都受到了波及，有的寺院連佛像都慘遭毒手。據悉，在這之前其實就已經有多處日本名建築和佛像遭到潑油，而這波的受害範圍更加擴大。

## 關連項目
- 多氏
- 鹿島神宮車站

## 外部連結
- 鹿島神宮（页面存档备份，存于）